# Pseudonchulus inermis
Pseudonchulus inermis is een rondwormensoort uit de familie van de Onchulidae. De wetenschappelijke naam van de soort is voor het eerst geldig gepubliceerd in 1972 door Altherr.